# Kazimierz Mugenschnabel
Kazimierz Mugenschnabel (ur. 3 lutego 1894 w Rosulnej, zm. 4 września 1915 w Rarańczy) – podporucznik Legionów Polskich, kawaler Orderu Virtuti Militari.

## Życiorys
Urodził się 3 lutego 1894 w Rosulnej, w ówczesnym powiecie bohorodczańskim Królestwa Galicji i Lodomerii, w rodzinie Piotra i Marii z d. Dobrzaniecka. Absolwent seminarium nauczycielskiego w Samborze. Członek „Strzelca”. Od 1914 w szeregach Legionu Wschodniego, a od 16 sierpnia 1914 w Legionach Polskich. Zajmował stanowisko dowódcy plutonu w 3 kompanii I batalionu 2 pułku piechoty Legionów. Od 12 czerwca 1915 jako dowódca 3 kompanii walczył w Karpatach, został ranny w bitwie pod Sołotwiną.
„Za działalność, osobiste męstwo, szybką orientację i bystrość w ujmowaniu sytuacji oraz udział w wielu akcjach patrolowo-wywiadowczych został odznaczony Orderem Virtuti Militari. Poległ podczas rosyjskiego ataku ogniowego pod Rarańczą, pochowany został na miejscowym cmentarzu wojennym ”.
Był kawalerem.

## Awanse
- chorąży – 27 września 1914[1]
- podporucznik – 20 maja 1915[1]

## Ordery i odznaczenia
- Krzyż Srebrny Orderu Wojskowego Virtuti Militari nr 7038[1][3] – pośmiertnie, 17 maja 1922[4]
- Krzyż Niepodległości – pośmiertnie 24 października 1931 „za pracę w dziele odzyskania niepodległości”[5][1]